# Уяздовски замък
Уяздовският замък (на полски: Zamek Ujazdowski) е дворец в историческия квартал Уяздов между едноименния парк и Кралските Бани (Лазенки) във Варшава, Полша.
Данни за постойка на това място има от XIII век, като тя е реконструирана и достроявана многократно. По подобие на много други сгради в полската столица и Уяздовският дворец понася тежки поражения през Варшавското въстание от 1944. Основно рекоинструиран през 1974, дворецът днес е дом на Варшавския център за Съвременно изкуство.

## История
Първият замък на това място е посдтроен от князете на Мазовия през XIII век. По-късно мазовският двор го изоставя и се мести в бъдещия Кралски замък. През XVI век на мястото е построена дървен дом за кралица Бона Сфорца.. В Уяздов, на 12 януари 1578 Ян Кохановски за първи път чете трагичната поема Прогонването на гръцките пратеници по време на сватбата на Ян Замойски и Кристина Радзивил.
Върху останките от двореца на мазовските князе крал Сигизмунд III Васа издига в Уяздов дом за сина си Владислав, но липсват убедителни доказателства за трайно заселване на принца там. Между 1659 и 1665 Уяздов замък е монетен двор, ръководен от Тит Ливий Боратини, който сече известната медна боратинка.
Изоставен до 1674, Уяздов е закупен от Станислав Любомирски и даден под наем на крал Август II за нова резиденция и реконструиран от Тилман ван Гамерен. Околните градини и паркове са преустроени, построен е и павилиона Лазенки.
При крал Станислав Август Понятовски през 1764 са назначени Якуб Фонтана, Доенико Мерлини, Жан-Батист Пилеман и Ефраим Шрогер с цел основна реконструкция в бароков стил на Уяздов. Tе добавят втори етаж и голям двор и включват замъка в Станиславската градоустройствена ос. Работата е почти завършена през 1784, когато е прекъсната и Уяздов е отстъпен на Полската армия. и превърнат в казарма за Литовските гвардейци и 10-и пехотен полк.
През въстанието на Кошчушко Уяздов е наборен център на 20-и пехотен полк. След Подялбата на Полша и пруската окупация на Варшава сградата е опразнена, но с обявяването на Варшавското херцогство е Уяздов е върнат на армията, този път като военна болница. След Виенския конгрес Конгресна Полша е анексирана от Руската империя, но на 1 април 1818 функциите на уяздов като военна болница с капацитет 1000 пациенти, са възстановени.. При следващите въстания легловата база на два пъти е увеличавана.
След неуспеха на въстанието Уяздов е върнат към функциите си на казарма, но за руски войници. През Първата световна война, на 10 април 1917 Уяздов е зает от Полския легион и отново е трансфрмиран във военн болница за Централните сили.
На 15 май 1927 в Уяздов замък е открита мемориална плоча в памет на всички полски медици, загинали между 1797 и 1920, а по-късно към комплекса са добавени още обекти. През Варшавското въстание замъкът е почти напълно унищожен. Едва през 1975 започват работи по възстановяването на Уяздов.

## Център за съвременно изкуство
От 1985 до днес в Уяздов се помещава музеен и концертен център за съвременно изкуство, организирал над 600 изложби след 1990.